# أيزد أباد (اسماعيلي كرمان)
أیزد أباد (بالفارسية: ایزدآباد) هي قرية تقع في إيران في ناحية إسماعيلي. يقدر عدد سكانها بـ 83 نسمة بحسب إحصاء 2016.